# Cheiragra septentrionalis
Cheiragra septentrionalis är en skalbaggsart som beskrevs av Britton 1957. Cheiragra septentrionalis ingår i släktet Cheiragra och familjen Melolonthidae. Inga underarter finns listade i Catalogue of Life.